# ساوینیانو سول پانارو
ساوینیانو سول پانارو (به ایتالیایی: Savignano sul Panaro) یک کومونه در ایتالیا است که در استان مودنا واقع شده‌است. ساوینیانو سول پانارو ۲۵٫۴ کیلومتر مربع مساحت و ۹٬۱۹۶ نفر جمعیت دارد و ۲۰۲ متر بالاتر از سطح دریا واقع شده‌است.

## خواهرخوانده
شهر Zalalövő خواهرخواندهٔ ساوینیانو سول پانارو هست.